# 고덴지촌
고덴지촌(光田寺村)은 아오모리현 미나미쓰가루군에 설치되었던 촌이다. 현재의 이나카다테촌, 후지사키정에 해당한다.

## 연혁
- 1889년 4월 1일 - 정촌제 시행에 의해 미나미쓰가루군 마에다야시키촌, 가와나베촌, 이즈미촌, 사카이모리촌, 도야쿠라촌, 도노마에촌, 도코지촌이 합병해 고덴지촌을 발족하였다.
- 1955년
  - 4월 1일 - 미나미쓰가루군 이나카다테촌과 합병해 이나카다테촌을 신설해 소멸하였다.
  - 11월 3일 - 이나카다테촌과 도키와촌의 경계 변경에 의해 구 촌역의 다이지 도코지(大字) 일부가 도키와촌에 편입되었다.